# 알바니아 사회당
알바니아 사회당(알바니아어: Partia Socialiste e Shqipërisë, PS 혹은 PSSh)은 알바니아의 사회민주주의 정당으로, 1991년 알바니아 노동당 해산과 동시에 설립되었다. 1997년 정치 위기가 정부 불안정으로 이어지면서 최초로 여당이 되었다. 2001년 총선거 결과 73석을 획득하면서 정부를 구성했으나 2005년 7월 3일 선거에서, 다수당 지위를 잃고 알바니아 민주당이 새로운 정부를 구성하였다. 2009년 총선거 결과 66석을 획득하면서 정권 교체에 실패했으나 2013년 총선거 결과 65석을 획득하면서 다시 여당이 되었다. 2017년 총선거 결과, 74석을 획득하면서 알바니아의 집권당이 되었고 현재까지도 집권 중이다.

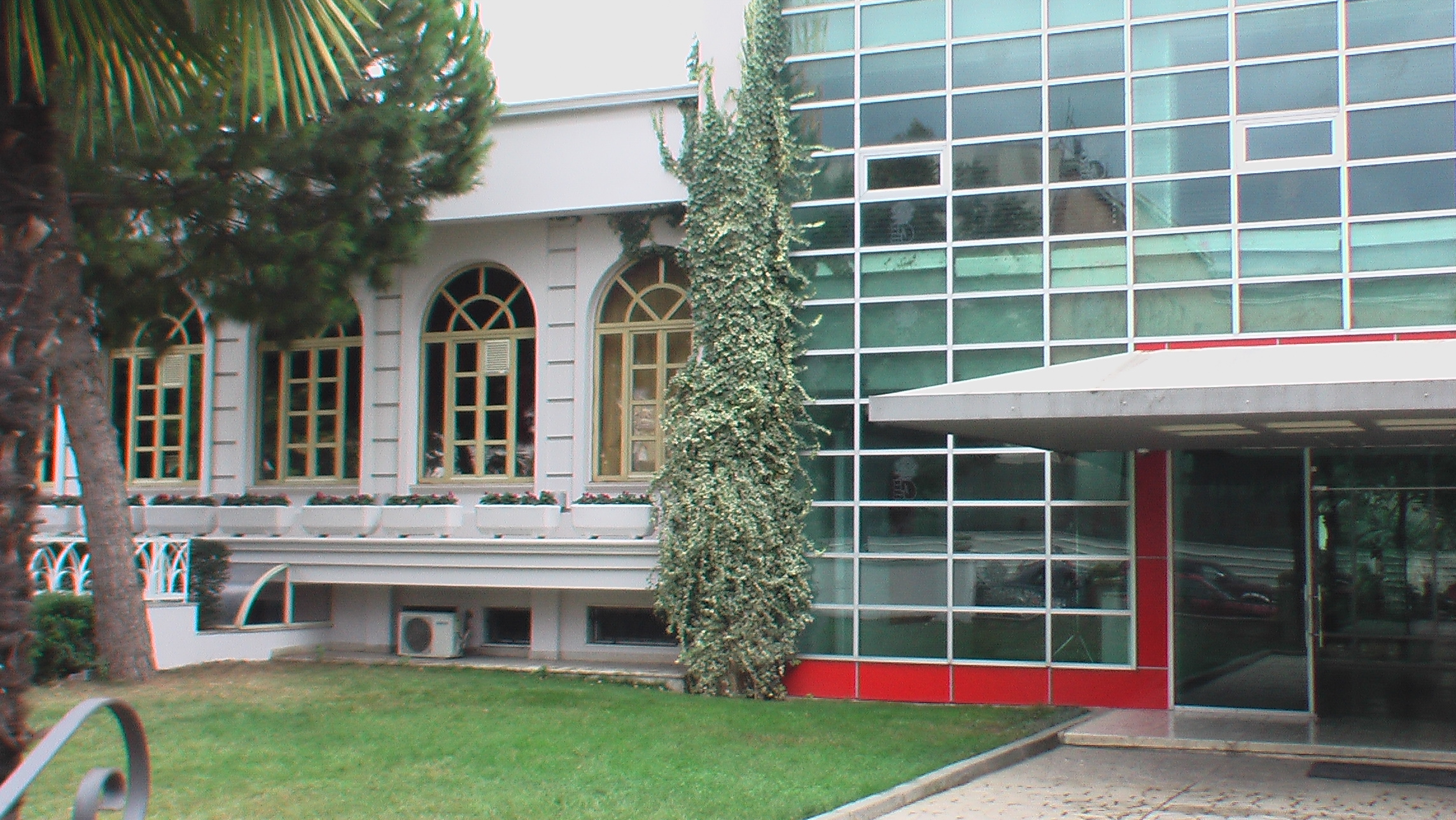
사회당 중앙당사

## 역대 선거 결과
| 선거 | 득표수  | %      | +/–   | 의석수    | +/– | 순위 | 집권 여부 |
| ---- | ------- | ------ | ----- | --------- | --- | ---- | --------- |
| 1992 | 433,602 | 23.87% |       | 38 / 140  |     | 2nd  | 야당      |
| 1996 | 335,402 | 20.37% | 3.50  | 10 / 140  | 28  | 2nd  | 야당      |
| 1997 | 413,369 | 31.60% | 11.23 | 101 / 155 | 91  | 1st  | 여당      |
| 2001 | 555,272 | 41.44% | 9.84  | 73 / 140  | 28  | 1st  | 여당      |
| 2005 | 121,412 | 8.89%  | 32.55 | 42 / 140  | 31  | 2nd  | 야당      |
| 2009 | 620,586 | 40.85% | 31.96 | 65 / 140  | 23  | 1st  | 야당      |
| 2013 | 713,407 | 41.36% | 0.51  | 65 / 140  | 0   | 1st  | 여당      |
| 2017 | 764,761 | 48.19% | 6.83  | 74 / 140  | 9   | 1st  | 여당      |
| 2021 | 768,177 | 48.68% | 0.49  | 74 / 140  | 0   | 1st  | 여당      |